# منتخب روسيا لدوري الرغبي
منتخب روسيا الوطني لدوري الرغبي (بالروسية: Сборная России по регбилиг)‏ هو ممثل روسيا الرسمي في المنافسات الدولية في دوري الرغبي .

## وصلات خارجية
- الموقع الرسمي